# Godelieve Schrama
Godelieve Schrama, née aux Pays-Bas, est une harpiste classique néerlandaise.

## Biographie
Godelieve Schrama est diplômée du Conservatoire royal de La Haye à l'âge de vingt ans. Récipiendaire d'une bourse de la Dutch Performing Arts Fund, elle remporte le Nederlandse Muziekprijs (en) (Dutch Music Prize) en 1996, ce qui lui permet de continuer ses études auprès de Germaine Lorenzini, professeure de harpe reconnue ; durant quatre ans, elle suit d'intensives leçons à titre privé avec elle à Lyon.
De 1998 à 2001, Godlieve Schrama enseigne au conservatoire de Rotterdam. Elle est nommée professeure de harpe à la Académie de musique de Detmold à Detmold, Allemagne en 2001. De plus elle donne régulièrement des classes de maître et fait partie des jurys des concours internationaux.
Elle enregistre notamment des compositeurs comme Britten, Fauré et Ginastera mais également des pièces écrites pour clavecin à l'origine comme celles de Scarlatti, Haydn et Soler.

## Discographie
- Scarlatti, 14 sonates : K. 9, 27, 124, 125, 208, 209, 213, 214, 402, 403, 420, 421, 511 et 512 (5-7 mai 1997, Vanguard Classics/Brilliant Classics) (OCLC 213447853 et 913856306)